# Mikhaïl Ippolitov-Ivanov
Pour les articles homonymes, voir Ivanov.
 (mai 2017).
Mikhaïl Mikhaïlovitch Ippolitov-Ivanov (en russe : Михаил Михайлович Ипполитов-Иванов) est un compositeur et pédagogue russe, né le 19 novembre 1859 à Gatchina (près de Saint-Pétersbourg) et décédé le 28 janvier 1935 à Moscou.

## Biographie
Il ajoute à son nom le nom de sa mère afin de n'être pas confondu avec le compositeur et critique musical Mikhaïl Ivanov (1849-1927). Enfant de chœur à la cathédrale Saint-Isaac de Saint-Pétersbourg, il entre au Conservatoire et apprend la composition (1875) avec Rimski-Korsakov et obtient son diplôme en 1882.
Il enseigne à l'École de musique de Tiflis (aujourd'hui Tbilissi, capitale de la Géorgie) dans le Caucase dont il devient le directeur jusqu'en 1893. Il trouve un grand intérêt dans la musique traditionnelle caucasienne et beaucoup de ses œuvres sont empreintes des couleurs mélodiques et rythmiques teintées de sonorités un peu orientales de cette région.
Tchaïkovski le recommande pour prendre la place de professeur de composition au Conservatoire de Moscou en 1893 et en 1906, il en prend la direction jusqu'en 1922. Il a parmi ses élèves les compositeurs Reinhold Glière et Sergueï Vassilenko. Il prend aussi la direction de la Société chorale (1895-1901).
À partir de 1899, il est chef d'orchestre à l'Opéra privé de Savva Mamontov de Moscou et en 1925, il dirige l'orchestre du Théâtre Bolchoï de Moscou. Il est promu Artiste du Peuple en 1922.
En dehors de la Russie, il est surtout connu pour sa suite symphonique intitulée Esquisses caucasiennes (en), opus 10 (1895).

## Œuvre
Ippolitov-Ivanov laisse un catalogue de 80 œuvres musicales.

### Opéras
- Ruth op. 6 (Tifflis, 8 février 1887)
- Azra sans op. (Tiflis, 28 novembre 1890, détruit par le compositeur)
- Assia op. 30 (Moscou, 28 septembre 1900)
- La Trahison op. 40 (1909)
- Ole du Nord op. 53 (Moscou, 21 novembre 1916)
- La Dernière barricade op. 74 (1934)
- il a terminé Le Mariage, opéra inachevé de Moussorgski (1931)

### Orchestre
- Yar-Chmel', Ouverture de Printemps op. 1 (Saint-Pétersbourg, 23 janvier 1883 sous la direction du compositeur)
- Scherzo  symphonique op. 2 (Saint-Pétersbourg, 20 mai 1882)
- Esquisses caucasiennes op. 10 (Moscou, 5 février 1895 sous la direction du compositeur)
- Iveria op. 42 (2e série d'esquisses caucasiennes – Moscou 1906)
- Symphonie n°1 en mi mineur op. 46, (Moscou 1908)
- Rhapsodie arménienne op. 48 (Moscou 1909)
- Sur la Volga op. 50 (Moscou 1910)
- Mtsyri, poème symphonique d'après Lermontov op. 54 (Moscou 1922)
- Marche turque op. 55  ([Bakou] 1929)
- Des Chants d'Ossian, 3 tableaux musicaux op. 56 (Moscou 1927)
- Épisodes de la vie de Schubert op. 61 (1929)
- Fragments turcs op. 62 (1930)
- Dans les steppes du Turkménistan op. 65 (1935)
- Marche Vorochilov op. 67 (1933)
- Scènes musicales d'Ouzbékistan, poème symphonique op. 69 (c. 1935)
- L'Année 1917  pour choeur et orchestre op. 71 (1932)
- Suite catalane op. 79 (1934)
- Suite sur des thèmes finlandais
- Symphonie n°2 "Karelia" (1935 ; seul le final a été orchestré)

### Musique de chambre
- Sonate pour violon et piano op. 8 (1895)
- Quatuor avec piano op. 9 (1895)
- Quatuor à cordes en la mineur op. 13 (1894)
- Désire pour violoncelle et piano op. 19 (1897) - révisé avec l'op. 57 (1925)
- Ballade romantique pour violon et piano op. 20 (1898)
- Une soirée en Géorgie pour harpe, flûte, hautbois, clarinette et basson op. 69a (1935)

### Musique vocale
- Ballade alsacienne pour chœur mixte a cappella,
- 5 pièces caractéristiques pour chœur et orchestre ou piano,
- La légende du Cygne blanc pour chœur mixte a cappella,
- Liturgie de Saint-Jean Chrysostome opus 37 pour chœur mixte a cappella,
- Vêpres opus 43 pour chœur mixte a cappella
- Cantate à la mémoire de Pouchkine pour chœur d'enfants et piano,
- Cantate à la mémoire de Joukovski pour chœur mixte et piano,
- Hymne pythagorien au soleil levant pour chœur mixte, 10 flûtes, 2 harpes et tuba,
- Cantate à la mémoire de Gogol pour chœur d'enfants et piano,
- Hymne au travail pour chœur d'enfants et orchestre,
- 116 mélodies.

### Écrits
- Traité sur les accords, (Moscou, 1897 en russe),
- 50 ans de musique russe, (Moscou 1934 en anglais dans le Musical Mercury, New York, 1937),

## Discographie (non exhaustive, au 19/07/2019)
- Esquisses Caucasiennes, suite n°1 op.10 par l'Orchestre Symphonique de la Radio de l'URSS, dirigé par Vladimir Fedosseïev (Melodya années 1960) ; complément : Arenski,
- Esquisses Caucasiennes, suite n°1 op.10 par l'Orchestre Symphonique de l'Utah, dirigé par Maurice Abravanel (Vanguard 1969) ; compléments : Glière, Rimsky-Korsakov, Tchaïkovski,
- Esquisses Caucasiennes, suites n°1 op.10 et n°2 op.42 "Iveria" + Marche Turque et diverses pages d'orchestre, par l'Orchestre National Symphonique d'Ukraine, dirigé par Arthur Fagen (Naxos 1995),
- Symphonie n°1 + Marche et Fragments Turques , par l'Orchestre Symphonique de Singapoure, dirigé par Choo Hoey (Marco Polo 1984),
- Yar-kmel + Ossian + Rhapsodie Arménienne + Une Vie de Schubert + Scherzo op.2... , par l'Orchestre Radio-Symphonique Slovaque, dirigé par Donald Johanos (Marco Polo 1993),
- Liturgie de Saint-Jean Chrysostome op.37 + Vêpres op.43 , par le Chœur de Chambre "Lege Artis", dirigé par Boris Abalyan (Sony 1993).

## Source
- Theodore Baker et Nicolas Slonimsky (trad. de l'anglais par Marie-Stella Pâris, préf. Nicolas Slonimsky), Dictionnaire biographique des musiciens [« Baker's Biographical Dictionary of Musicians »], t. 2 : H-O, Paris, Robert Laffont, coll. « Bouquins », 1995 (réimpr. 1905, 1919, 1940, 1958, 1978), 8e éd. (1re éd. 1900), 4728 p. (ISBN 2-221-06787-8), p. 1906